# Begins ≠ Youth
Begins ≠ Youth (tiếng Hàn: 비긴즈유스) là một bộ phim truyền hình Hàn Quốc dựa trên BTS Universe, với sự tham gia của Seo Ji-hoon, Noh Jong-hyun, Ahn Ji-ho, Seo Young-joo, Kim Yoon-woo, Jung Woo-jin và Jeon Jin-seo. Bộ phim dự kiến phát sóng vào năm 2021.

## Nội dung
"Youth sẽ mở rộng hơn về cốt truyện mà người hâm mộ đã xem xuyên suốt trong các video âm nhạc của BTS và webtoon Save Me. Câu chuyện sẽ bắt đầu với việc Seok-jin gặp 6 chàng trai khác. Anh biết rằng mọi người đang đối mặt với những cuộc đấu tranh của riêng họ và cùng nhau, họ học cách vượt qua những khó khăn lớn nhất của họ."

## Diễn viên
- Seo Ji-hoon vai Kim Seok-jin
- Noh Jong-hyun vai Min Yoon-gi
- Ahn Ji-ho vai Jung Ho-seok
- Seo Young-joo vai Kim Nam-joon
- Kim Yoon-woo vai Park Ji-min
- Jung Woo-jin vai Kim Tae-hyung
- Jeon Jin-seo vai Jeon Jung-kook

## Sản xuất

### Phát triển
Vào ngày 21 tháng 8 năm 2019, đồng CEO Bang Si-hyuk của Big Hit Entertainment đã thông báo rằng một bộ phim truyền hình dựa trên những ngày đầu ra mắt của BTS đang trong giai đoạn đầu tiên sản xuất sẽ được phát hành vào nửa cuối năm 2020 như một phần của BTS Universe. Bộ phim được đồng sản xuất bởi Chorokbaem Media. Ban đầu được gọi là Blue Sky (tiếng Hàn: 푸른 하늘; Romaja: Peureun Haneul), tên của bộ phim sau đó đã được đổi thành Youth.

### Tuyển vai
Vào ngày 17 tháng 6 năm 2020, có thông tin rằng các công ty sản xuất đang trong quá trình tuyển chọn diễn viên chính và phụ và dàn diễn viên chính sẽ chỉ bao gồm các diễn viên tân binh. Vào ngày 19 tháng 10, nó đã được thông báo rằng Seo Ji-hoon, Noh Jong-hyun, Ahn Ji-ho, Seo Young-joo, Kim Yoon-woo, Jung Woo-jin and Jeon Jin-seo sẽ tham gia bộ phim.

### Quay phim
Quá trình quay phim bị tạm dừng vào cuối tháng 10 năm 2020 sau khi người hâm mộ lo ngại về việc tên các nhân vật trong phim giống với tên của các thành viên trong nhóm. Ban đầu dự kiến sẽ tiếp tục vào đầu tháng 12, quá trình quay phim cuối cùng đã được lùi lại sang tháng 1 năm 2021.

## Phát hành
Bộ phim dự kiến sẽ được phát hành vào năm 2021.